# Сопвит Стратер
Сопвит Стратер (енгл. Sopwith Strutter) је британски једноседи или двоседи вишенаменски ловац који је производила фирма Сопвит (енгл. Sopwith). Први лет авиона је извршен децембра 1915. године
.

## Пројектовање и развој
Авион Сопвит 1 1/2 стратер је пројектовао инж. Хералд Смит из Sopwith Aviation Co. на основу претходника, нешто мањег двоседа "Сигнист Бус" са Gnome ротативним мотором снаге од 60 kW. Ново пројектовани авион је имао повећане димензије и мотор Clerget снаге 82 kW. Био је дрвене конструкције углавном облепљен платном. Прототип авиона је први пут полетео 16. децембра 1915.

## Технички опис
Носећа конструкција трупа авиона је била потпуно направљена од дрвета, од челичних цеви је био направљен носач мотора, стајни трап и носач горњег крила а оплата је била углавном од импрегнираног платна само је кљун авиона, (мотор и носач мотора) био обложен алуминијумским лимом. У трупу су се налазиле две кабине у тандем распореду (једна иза друге).
У авионе Софвит 1 су уграђивани радијални ваздухом хлађени мотори Clerget 9B снаге од 110 до 145 KS или Le Rhone снага 80 до 135 KS. На вратило мотора се директно постављала двокрака дрвена елиса фиксног корака.
Крила су била дрвене конструкције пресвучена импрегнираним платном релативно танког профила са две рамењаче. Крилца за управљање авионом су се налазила на горњим и доњим крилима, ова крилца су међусобно била повезана крутом шипком. Крила су између себе била повезана са сваке стране по једним паром паралелних дрвених упорница аеродинамички обликованих. Затезачи су били од клавирске челичне жице. Оба крила су имала облик правоугаоника са благим полукружним завршетком, с тим што је горње крило било померено према кљуну авиона у односу на доње. 
Конструкције репних крила и вертикални стабилизатор као и кормило правца и висине су била направљена од дрвета пресвучена платном. Хоризонтални стабилизатори су са доње стране били подупрти упорницама које су се ослањале на труп авиона а са горње стране су затезачима била везана за вертикални стабилизатор.
Стајни трап: Aвион је имао класичан фиксни стајни трап са крутом осовином и два точка опремљена гумама високог притиска напред и еластичну дрвену дрљачу на репу авиона. Стајни орган је био направљен од челичних цеви, а амортизери су били од гумених ужади.

### Варијанте авиона Сопвит 1
- Sop 1 A2 - Извиђач двосед.
- Sop 1 B2 - Бомбардер двосед.
- Sop 1 B1 - Бомбардер једносед

## Наоружање
| Наоружање авиона: Сопвит Стратер |      |
| Ватрено (стрељачко) наоружање    |      |
| Топ                              |      |
| Митраљез                         |      |
| Број и ознака митраљеза          | 1-2  |
| Калибар                          | 7,7  |
| Бомбардерско наоружање (бомбе)   |      |
| Класичне авио бомбе              | до 4 |
| Укупна маса                      | 125  |
| Број тачака за подвешавање       | 4    |
| Ракетно наоружање (ракете)       |      |

## Земље које су користиле авионе Сопвит 1
| - Авганистан - Аргентина - Аустралија - Белгија - Бразил - Естонија - Француска - Краљевина Грчка - Холандија - Јапанско царство - Летонија - Литванија | - Мексико - Пољска - Краљевина Румунија - Руска Империја - СССР - Шведска - Швајцарска - Краљевина Србија - Украјина - Уједињено Краљевство - САД |

## Оперативно коришћење
У току Првог светског рата авај авион се производио у Великој Британији (1500), Француској (4200) и Царској Русији (100). Коришћен је на свим ратиштима Првог светског рата као бомбардер и извиђач. После рата је коришћен као цивилни авион за обуку и транспортни авион.

### Авион Сопвит 1 у Краљевини Србији
У Великом рату на Солунском фронту није постојала ни једна ескадрила комплетно опремљена овим типом авиона, али су их користили Французи, Енглези и Срби. У Српској авиатици је постојао само један примерак овог авиона означен бројем No 38 који је летео у саставу ловачке ескадриле такозване Њепорско одељење. Авион је био наоружан се два митраљеза (напред и назад) и на њему је летео пилот Бранко Вукосављевић (касније први командант ВВКЈ). У једној ваздушној борби на Солунском фронту пилот Б. Вукосављевић је рањен а авион је био оштећен до те мере да га је било неисплативо поправљати па је као такав расходован. Код српских пилота овај авион је био познат као "сопфис".